# Крастыньш, Гунарс Арнольдович
Гунарс (Гунар) Арнольдович Крастыньш (латыш. Gunārs Krastiņš: род. 21 января 1938 или 10 января 1938) — советский хоккеист, защитник, нападающий. Латвийский тренер.

## Биография
Всю карьеру в сезонах 1955/56 — 1969/70 провёл в рижском клубе «Даугава» / «Динамо», был капитаном команды.
Выступал за футбольный клуб «Даугава» Рига в классе «Б» в 1956—1957 годах.
Тренер в команде класса «Б» РВЗ (1967/68, 1970/71 — 1972/73). Главный тренер (1993/94) и тренер (1995/96, 1998/99) команды «Эссамика» / «БХС/Эссамика». Главный тренер молодёжной сборной Латвии (1993/94). Тренер юниорской сборной Латвии (1999/2000, 2006/07). Главный тренер команд 18 (2010/11) и U17 (2012/13 — 2014/15) ХК «Рига». Тренер клуба «Юниорс» Рига (2011/12).